# Acidaliodes celenna
Acidaliodes celenna är en fjärilsart som beskrevs av Druce 1892. Acidaliodes celenna ingår i släktet Acidaliodes och familjen nattflyn. Inga underarter finns listade i Catalogue of Life.